# NGC 1901
NGC 1901 (również ESO 56-SC91 lub OCL 791) – gromada otwarta, znajdująca się w gwiazdozbiorze Złotej Ryby. Leży w kierunku Wielkiego Obłoku Magellana, lecz należy do naszej Galaktyki. Odkrył ją John Herschel 30 grudnia 1836 roku. Jest położona w odległości ok. 1500 lat świetlnych od Słońca.